# Georges du Gerdil
Pour les articles homonymes, voir Gerdil.
Georges du Gerdil, dit aussi Dugerdil ou du Jordil, mentionné dès 1432 et mort en 1475, est un architecte suisse du XVe siècle à qui l'on doit, entre autres, la tour de la cathédrale Saint-Nicolas de Fribourg. Il reçut mandat, le 21 juillet 1470, de la part du Conseil de la ville de Fribourg, de construire une tour semblable à celle de la cathédrale de Lausanne,. Georges de Gerdil est mort peu de temps avant l'achèvement des travaux de cette tour, en 1475,.

## Hommage
La ville de Fribourg a donné son nom à l'une de ses rues.